# Institució Cultural del CIC
La Institució Cultural del Centre d'Influència Catòlica (ICCIC) és una institució privada d'ensenyament. El seu actual director és Carles Duarte i Montserrat.

## Història
Sorgit del Centre d'Influència Catòlica Femenina (CICF), va ser fundada a Sant Gervasi de Cassoles l'any 1952 per la pedagoga Maria Rosa Farré i Escofet, amb l'objectiu d'introduir la dona en els corrents culturals d'aquells anys i engegar projectes relacionats amb la seva promoció cultural i religiosa. Durant els anys de la dictadura franquista, la ICCIC i la seva associació mare CICF van realitzar una tasca de conservació i difusió de la cultura catalana tot formant part d'un ampli moviment de resistència cultural. Va ser la primera escola de formació de professores de català i s'hi van organitzar els primers concerts del que esdevindria la Nova Cançó amb el grup Els Setze Jutges.
La Institució Cultural del CIC ha estat distingida amb la Creu de Sant Jordi que atorga la Generalitat de Catalunya. També van rebre aquesta distinció la que fou la seva fundadora i directora Maria Rosa Farré i el seu director pedagògic Joan Triadú.
Entre els seus múltiples alumnes, s'hi compten entre molts altres Max Cahner i Garcia i Manel Armengol.

## Organització
El ICCIC reuneix diferents instituts:
- les escoles Thau Barcelona i Thau Sant Cugat que ofereixen els dos nivells d'educació obligatòria.[6][7] L'escola Thau de Sant Cugat va ser entre els trenta centres escollits per arrencar el projecte Escola Nova 21.[8]
- CIC escola de batxillerats especialitzada en el batxillerat que ofereix batxillerat d'Arts, d'Humanitats i Ciències Socials i Ciències i Tecnologia. S'ofereix també el Batxibac: una doble titulació del batxillerat català i el baccalauréat francès.
- Escola CIC-ELISAVA amb cicles formatius de grau mitjà i superior a la branca d'Activitats Esportives i a la d'Arts Plàstiques i Disseny i la titulació oficial de Tècnics Esportius de Futbol o Bàsquet.
- CIC Escola d'Idiomes a Barcelona, Sant Cugat i Mataró, on s'ensenya l'anglès, el francès i l'alemany.
- Virtèlia Escola de Música que va integrar el grup CIC des de l'any 1995. Compta amb el reconeixement del Departament d'Ensenyament de la Generalitat de Catalunya com a centre educatiu privat de música i a més, ha estat reconeguda com a centre examinador del Trinity College de Londres.
- El 2010 es va obrir un nou centre educatiu a Gràcia on es donen cursos de llengües. S'hi van també centralitzar els serveis administratius del grup.[9]